# Jakob Hurt
Jakob Hurt   (Himmaste, 22 de juliol de 1839 - Sant Petersburg, 13 de gener de 1907) va ser un folklorista, nacionalista i teòleg estonià. Va ser una figura important en el despertar nacional estonià i va treballar com a pastor a Otepää i Sant Petersburg. Mentre era president de la Societat literària estoniana, va supervisar un projecte per recollir centenars de milers d'obres de poesia i folklore en llengua estoniana. Hurt va aparèixer al bitllet de 10 corones del 1991 al 2012.

## Biografia

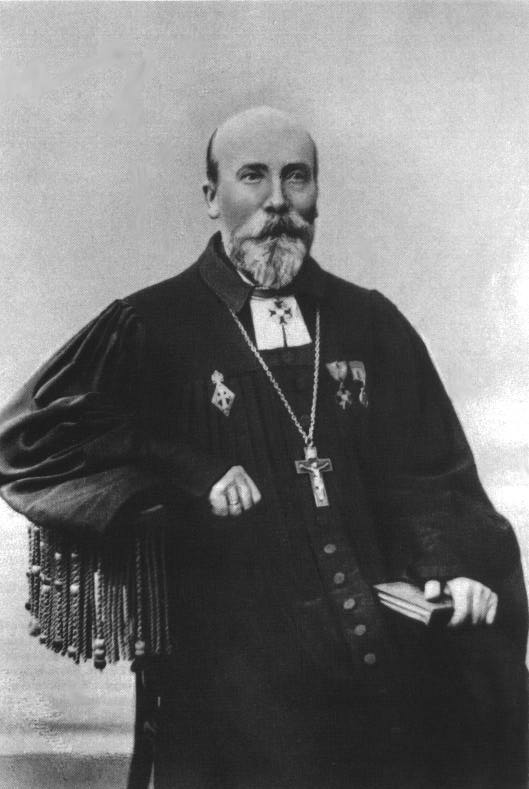
Jakob Hurt com a pastor a Sant Petersburg

Jakob Hurt va néixer el 22 de juliol de 1839 a Himmaste, comtat de Põlva. Va assistir a la Universitat de Tartu des de 1859 fins a 1863, on va estudiar teologia, temps durant el qual es va iniciar per primera vegada en el nacionalisme estonià. Es va fer molt conegut en el moviment nacionalista el 1869 quan va parlar al primer Festival de la Cançó, ajudant a iniciar el Despertar Nacional. Va parlar de la importància d'un sentit de creences i llenguatge compartits per desenvolupar una cultura nacional.
Hurt volia fer-se pastor, però els pastors ètnicament alemanys no li ho van permetre a causa del seu nacionalisme. En canvi, va treballar com a mestre d'escola i va ser elegit president del comitè de l’escola Estoniana Aleksander el 1870. Va ser seleccionat com a president de la Societat de grangers de Tartu el 1871 i de la Societyat literària estoniana el 1872. Va iniciar una iniciativa per recopilar poesia i folklore estonià, que va donar lloc a una col·lecció de 261.589 obres amb l'ajuda de 1.400 voluntaris.
Hurt finalment es va convertir en pastor quan va ser elegit per dirigir la congregació d’Otepää. Va ocupar aquest càrrec fins al 1880, quan noves disputes amb els pastors alemanys el van portar a traslladar-se a Sant Petersburg. Es va convertir en pastor de l'església de Sant Joan, que va servir a la comunitat estònia de la ciutat. Va assistir a la Universitat de Hèlsinki, on es va doctorar el 1886. Hurt va començar a escriure assaigs sobre poesia i folklore estonià el 1888, produint un total de 156 assajos en el moment de la seva mort. Va deixar l'església de Sant Joan l'any 1901. Hurt va morir a Sant Petersburg el 13 de juliol de 1907.

## Llegat
Després de la seva mort, la recopilació de la literatura estonia de Hurt va ser lliurada a la Societat de Literatura Finlandesa on es va poder conservar i copiar amb seguretat, i va ser estudiada per Kaarle Krohn. Oskar Loorits va començar a treballar el 1924 per establir un arxiu de folklore a Estònia utilitzant la col·lecció de Hurt, i els Arxius de Folklore d'Estònia es van fundar el setembre de 1927. L'arxiu va emprendre un projecte per digitalitzar la seva col·lecció els anys 2011 i 2012.
Hurt va ser un alumne honorari de la Societat d'Estudiants d'Estònia. Va aparèixer al bitllet de 10 corones des de la seva introducció el 1991 fins a la substitució de la moneda per l’euro el 2012.